# 坊城俊完
坊城 俊完（ぼうじょう としまた）は、江戸時代の公家（公卿）。
堂上家（家格は、名家、藤原北家高藤流勧修寺庶流）である、坊城家の11代当主。

## 経歴
参議・坊城俊昌の次男。母は豊後守・松倉重政の娘。正室は木工頭・岩倉具尭（岩倉家の祖）の娘。継室は、大和守・織田尚長（柳本藩主）の娘。実子に権大納言・坊城俊広など。
はじめ、権中納言・葉室頼宣の養子となって葉室家を相続し、葉室頼豊と称する。
元和2年（1616年）、坊城家10代当主の坊城俊直（後の権大納言・勧修寺経広）が、右兵衛佐・勧修寺教豊の養子となり勧修寺家を相続したため、頼豊が帰家し、坊城俊完と称した。
寛永9年（1632年）5月2日、参議。極位極官は、正二位・権大納言。
明暦3年（1657年）8月20日、出家し常空と号す。

## 系譜
- 父：坊城俊昌
- 母：松倉重政の娘
- 正室：岩倉具堯の娘
  - 男子：坊城俊広（1626-1702）
- 継室：織田尚長の娘
  - 男子：松崎俊章

## 末子　中将院
中将院は、坊城俊完の末子で、修験法を会得していた。
貞享2年(1685年）3月罪科不明のまま八丈島に流罪となった。当時、八丈島の樫立村では毎夜鬼が出没して、通りかかりの女、子供に悪ふざけをしていたが、中将院がこれを退治して諏訪に庁に鎮め祀ってから、その気配がなくなった。樫立村ではそれ以来、彼を神として尊崇してきたという。中将院の石室と呼ばれる墓が残されている。